# Mikola Petrovics Bicsok
Mikola Petrovics Bicsok C.Ss.R. (Ternopil, 1980. február 13. –) ukrán görögkatolikus pap, redemptorista szerzetes, az ukránok melbourne-i Szent Péter és Pál eparchiájának püspöke, bíboros.

## Életrajz
Mikola Bicsok 1980-ban született a nyugat-ukrajnai Ternopilban. A Legszentebb Megváltó Kongregációhoz, népszerű nevén a redemptoristákhoz 1997 júliusában csatlakozott. Hittudományi képzése Ukrajnában és Lengyelországban zajlott, ahol pasztorálteológiai licenciátust szerzett. 2003. augusztus 17-én Bicsok letette szerzetesi fogadalmát, majd 2005. május 3-án pappá szentelték a Lvivi görögkatolikus főegyházmegyében.
Felszentelése után Bicsok az oroszországi Prokopjevszkben, az Örök Segítség Anyja-templomban misszionáriusként dolgozott. Később az ukrajnai Ivano-Frankivszkban a Szent József redemptorista kolostor elöljárójaként és az Örök Segítség Anyja plébánia lelkipásztoraként szolgált. 2015 és 2020 között Bychok a Newarkban, New Jersey államban lévő, az ukránok Philadelphiai főegyházmegyéjéhez tartozó Keresztelő Szent János ukrán katolikus plébánia plébánosaként szolgált.
2020. január 15-én Ferenc pápa kinevezte az ukránok melbourne-i Szent Péter és Pál egyházmegyéjének püspökévé, Peter Stasiuk utódjául. Az eparchia joghatósága Ausztráliára, Új-Zélandra és Óceániára terjed ki.
2020. június 7-én, az ukrán görögkatolikus egyház által akkoriban használt Julián naptár szerinti pünkösd ünnepén Szvjatoszlav Sevcsuk nagyérsek és az ukrán görögkatolikus egyház más hierarchái szentelték püspökké a lvivi Szent György-székesegyházban.
2024. október 6-án Ferenc pápa bejelentette, hogy 2024. december 8-án bíborossá kívánja kreálni, ezt az időpontot később december 7-re módosították. Kinevezésekor ő lett a Bíborosi Kollégium legfiatalabb tagja.
Ferenc pápa a 2024. december 7-i konzisztóriumon bíborossá kreálta és a Santa Sofia a Via Boccea-bazilikát jelölte ki címtemplomául. A latin rítusú új bíborosoknak adott birétum helyett Ferenc pápa egy fekete, vörös szegélyű koukuliont, az urkán szerzetesi hagyományra jellemző, két hosszú rátétes csuklyából álló fejdíszt helyezett Bicsok fejére.